# Dynamo Tarnopol
Dynamo Tarnopol (ukr. Футбольний клуб «Динамо» Тернопіль, Futbolnyj Kłub "Dynamo" Ternopil) – ukraiński klub piłkarski z siedzibą w Tarnopolu.

## Historia
Chronologia nazw:
- 1940—...: Dynamo Tarnopol (ukr. «Динамо» Тернопіль)

Piłkarska drużyna Dynamo została założona w Tarnopolu w 1940.
W latach 1952–1956 występował w Mistrzostwach Ukrainy spośród drużyn kultury fizycznej
Również zmagał się w Mistrzostwach obwodu tarnopolskiego:

## Inne
- Budiwelnyk Tarnopol
- Nywa Tarnopol